# Feistritz bei Knittelfeld
Pour les articles homonymes, voir Feistritz.
Feistritz bei Knittelfeld est une ancienne commune autrichienne du district de Murtal en Styrie. Le 1er janvier 2015 les communes de Feistritz bei Knittelfeld et Sankt Marein bei Knittelfeld fusionnèrent pour former la commune de Sankt Marein-Feistritz.